# Melvin Schwartz
Melvin Schwartz (2. listopadu 1932 v New Yorku – 28. srpna 2006) byl americký fyzik.
Schwartz obdržel v roce 1988 Nobelovu cenu za fyziku spolu s Leon Max Ledermanem a s Jack Steinbergerem za jejich základní experimenty o neutrinech. Kromě toho je objevitel několika komet.